# Kanton Noisy-le-Grand
Der Kanton Noisy-le-Grand ist seit 1967 ein französischer Wahlkreis im Arrondissement Le Raincy, im Département Seine-Saint-Denis und in der Region Île-de-France; sein Hauptort ist die gleichnamige Stadt Noisy-le-Grand. Der Kanton blieb bei der landesweiten Neugliederung der Kantone 2015 unverändert.

## Gemeinden
Der Kanton besteht aus zwei Gemeinden mit insgesamt 78.733 Einwohnern (Stand: 1. Januar 2022) auf einer Gesamtfläche von 14,63 km²:
| Gemeinde              | Einwohner 1. Januar 2022 | Fläche km² | Dichte Einw./km² | Code INSEE | Postleitzahl |
| --------------------- | ------------------------ | ---------- | ---------------- | ---------- | ------------ |
| Gournay-sur-Marne     | 7.101                    | 1,68       | 4.227            | 93033      | 93460        |
| Noisy-le-Grand        | 71.632                   | 12,95      | 5.531            | 93051      | 93160        |
| Kanton Noisy-le-Grand | 78.733                   | 14,63      | 5.382            | 9314       | –            |